# Vicente Maeso Cayuela
Vicente Maeso Cayuela (Melilla, 1919-Madrid, 1993) fue un pintor y escultor español.

## Biografía
Pintor y escultor nacido en Melilla el 19 de septiembre del año 1919. Hijo del escultor Vicente Maeso Tortosa y de Antonia Cayuela. Procedía de una familia de tradición artística. Su padre tenía un taller de modelado en la carretera de Hidum, junto a la denominada “Parada del convoy” —llamada así porque de ella partían los vehículos que trasladaban a los soldados desde Melilla a los diferentes frentes de la guerra del Rif—. Sus hermanos Julio (Melilla, 7 de octubre de 1936) y Jorge Maeso Cuevas (hijos de la segunda esposa de Maeso Tortosa) también ejercieron las artes plásticas.
Vicente Maeso estudió desde una edad muy temprana con la profesora María Gayo Martínez Fortún, en la escuela de Artes y Oficios Artísticos de Melilla.
Tras recibir la notificación de concesión de beca de estudios, se traslada a Madrid, en 1937, para estudiar en la Escuela de Bellas Artes de San Fernando. Ese mismo año su padre, que había iniciado el trámite de ingreso en la logia masónica 14 de Abril, el 20 de julio de 1931, pasa a disposición judicial tras descubrirse y publicarse, el 2 de diciembre de 1937, en El Telegrama del Rif, su filiación masónica. Se le impuso inicialmente una cuantiosa multa e ingresó en el presidio de la Fortaleza del Hacho, en aplicación de la Ley de Prisiones de 1849, que disponía que los castigados a cadena perpetua cumplieran su condena en Ceuta y otros presidios africanos menores.
Entre 1940-1941 ejecuta el proyecto del Monumento a los Héroes de España, cuyo concurso había sido convocado por la Comisión Permanente de la Gestora Municipal de Melilla para conmemorar la fecha del 17 de julio de 1936.
En 1957 emigra a Brasil, para abrirse camino en el mundo del arte. Se establece en Sao Paulo (donde alcanzó gran fama como pintor y fue nombrado hijo predilecto) hasta la década de los años 70 en que regresa a su país de origen.
En España, fijó su residencia en Madrid hasta su fallecimiento en abril de 1993.

## Retratista de la familia real española y personalidades de la vida política y social
Fue un gran retratista y pintor de la Casa Real Española desde finales de los años setenta hasta que falleció, en 1993. Durante esos años pintó a todos los miembros de la familia real.
Es autor del óleo sobre lienzo “Retrato de la familia Real Española”, donde aparecen los cinco miembros principales (y por entonces únicos) de la Familia Real (el rey Juan Carlos I de España, la reina Sofía de Grecia, el príncipe Felipe y las infantas Elena y Cristina de Borbón).
Fue un autor prolífico, en la década de los 70 ya había creado más de 1500 obras, entre ellas más de 1000 retratos. Pintó a numerosas personalidades de la vida política y social: Dolores Ibárruri, “La Pasionaria”, Gonzalo de Borbón y Dampierre, Grace Kelly, Julián Cortés Cabanillas (redactor jefe del diario ABC, biógrafo de Alfonso XIII), Rafael Duyos.
El historiador del arte José Camón Aznar describía así la estética del pintor:

«En sus retratos el personaje vive en cuerpo y alma. En sus cuadros de composición, las formas se hallan sedimentadas en una mental reordenación. Y quizás, lo más importante de su obra lo encontramos en una teórica, concreta, segura, de clara y fuerte pincelada que recoge la luz, pero sin descomponer relieves».

## Escultura
Vicente Maeso es el autor de la escultura en bronce que forma parte del Monumento a los Héroes de España ubicado en el centro de la ciudad de Melilla. Dicha escultura es el motivo más destacado del monumento y representa a un soldado que avanza con un fusil en alto en su mano derecha y porta una bandera en su mano izquierda, flanqueado a su izquierda por un león.

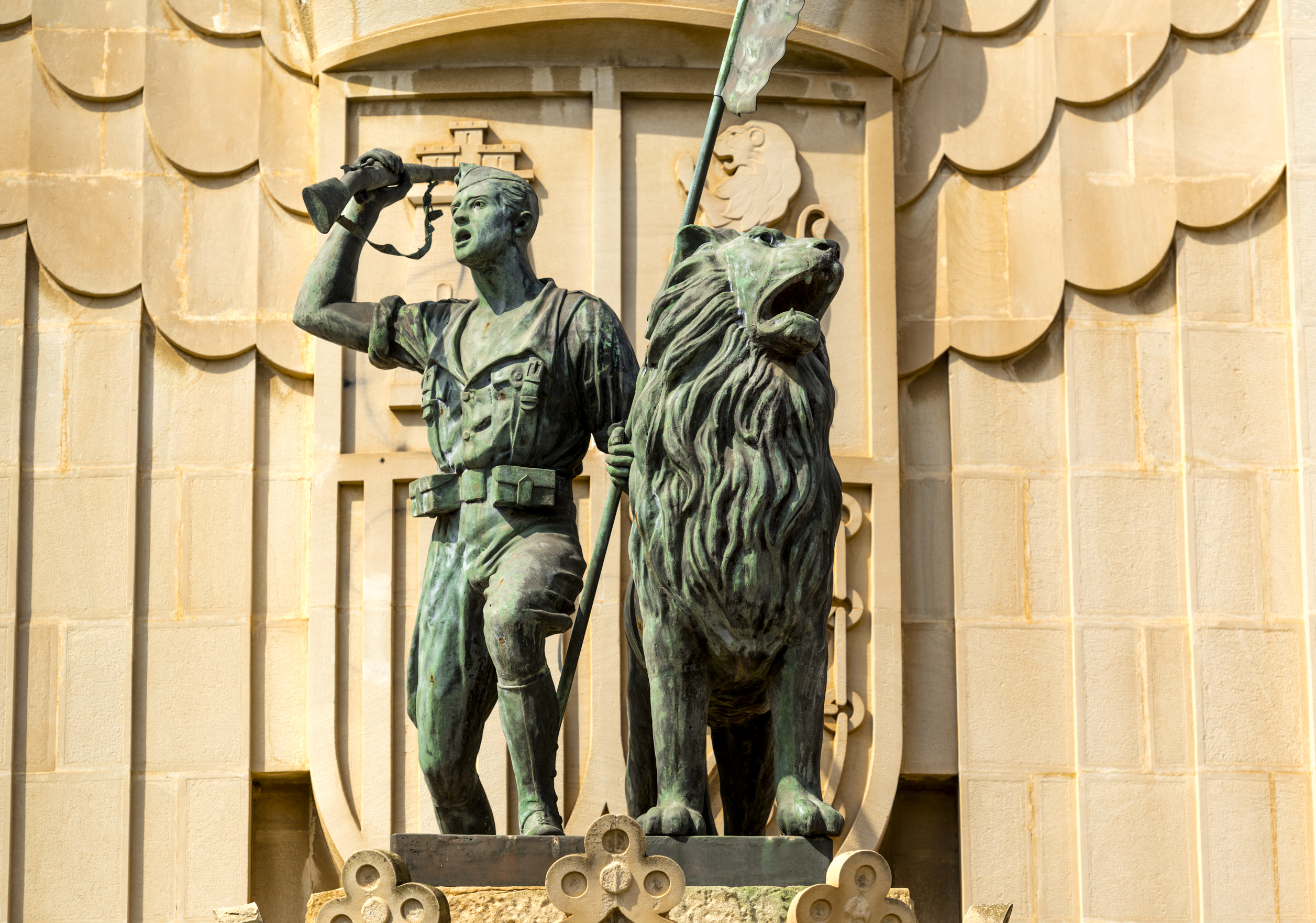
Escultura del Monumento a los Héroes de España (Melilla)